# Starovelichkovskaya
Starovelichkovskaya (del ruso: Старовеличковская) es una stanitsa del raión de Kalíninskaya del krai de Krasnodar de Rusia. Está situada a orillas del río Ponura, un afluente del delta del río Kirpili, 1 km al sudeste de Kalíninskaya y 51 km al noroeste de Krasnodar, la capital del krai. Tenía 13 459 habitantes en 2010
Es cabeza del municipio homónimo.